# Самсонов, Гавриил Семёнович
Гаврии́л Семёнович Самсо́нов (1922, Хаптагай, Якутская АССР — 26 декабря 1966, там же) — якутский агротехник-овощевод, Герой Социалистического труда (1957).

## Биография
Родился в якутской крестьянской семье. Окончил начальную школу.
С 1939 года работал в колхозе им. В. И. Ленина (Мегино-Кангаласский район). В 1940 году окончил бухгалтерские курсы. В 1941—1942 годы служил в Красной Армии. С 1942 года был на счётно-бухгалтерской работе в колхозе, работал в районной конторе Госбанка.
В 1948 году возглавил бригаду огородников колхоза им. В. И. Ленина. Создавал новые устойчивые и высокоурожайные сорта овощей, пригодные для климатических условий Якутии; внедрил метод закаливания семян. Путём скрещивания сортов «Спартак» и «Бизон» им был выращен сорт помидора «Гибрид Хаптагайский», дававший урожай от 224 до 394 центнеров с гектара.
В 1953 году вступил в КПСС. Избирался членом Якутского обкома партии, депутатом районного и местного Советов депутатов трудящихся.

## Награды
- медаль Серп и Молот Героя Социалистического труда и орден Ленина (1.10.1957) — за выдающиеся производственные достижения и большой вклад, внесенный в освоение и внедрение новых прогрессивных методов труда в промышленности и сельском хозяйстве Якутской АССР
- орден «Знак Почёта» (30.4.1966)
- Золотая и серебряная медали ВДНХ[1].

## Память
В селе Хаптагай Г. С. Самсонову установлен памятник.